# Арапово (Нижегородская область)
Ара́пово — село в Богородском районе Нижегородской области. Входит в состав Алёшковского сельсовета.
Село расположено в 60 км на юго-запад от Нижнего Новгорода и в 20 км на запад от Богородска.
В селе находится молитвенный дом и библиотека. Действует отделение Почты России (индекс 607618).

## История
По одной из версий, село получило своё название по фамилии барина — Михайлы Арапова, которому были подарены земли, о чём впервые упоминается в жалованной грамоте 1606 года.

## Люди, связанные с Арапово
- Священномученик Иоанн Быстров, гонимый властями, сменил несколько приходов и последним местом его служения стал храм села Арапово[7]. 17 сентября 1937 года Особой тройкой при УНКВД по Горьковской области был приговорен к расстрелу. Казнен 4 октября 1937 года и погребен в безвестной общей могиле. 4 мая 2018 года в домовую церковь села были переданы наперсный крест и две фотографии священномученика Иоанна Быстрова[8].